# Sage Francis
Paul "Sage" Francis (ur. 18 listopada 1976) – raper pochodzący z Providence, Rhode Island.

## Życiorys
Urodzony jako Paul Francis w Miami, Floryda, jest raperem pochodzącym z Providence, Rhode Island. Jest również założycielem oraz dyrektorem generalnym wytwórni płytowej Strange Famous Records. Francis w 2000 roku wygrał Scribble Jam w kategorii MC oraz wydał kilka płyt dostępnych tylko na jego trasach koncertowych oraz stronie internetowej. W 2001 roku jego piosenka Makeshift Patriot stała się internetowym hitem ze względu na wnikliwą krytykę amerykańskich media po zamachu z 11 września. Po wydaniu jego cieszącego się uznaniem krytyków albumu Personal Journals w 2002 roku dołączył on do Epitaph Records, gdzie był pierwszym raperem w tej legendarnej wytwórni płytowej związanej z punk rockiem.

## Dyskografia
Całkowita dyskografia amerykańskiego rapera Sage Francisa. Zawiera 4 albumy studyjne, 7 singli, 2 minialbumy oraz inne wydawnictwa.

### Albumy studyjne
| 16 kwietnia 2002 | Personal Journals, anticon.            | —   | —  | —  | —  | —  |
| 8 lutego 2005    | A Healthy Distrust, Epitaph Records    | —   | 12 | 17 | —  | —  |
| 8 maja 2007      | Human the Death Dance, Epitaph Records | 97  | —  | 8  | —  | —  |
| 11 maja 2010     | Li(f)e, ANTI-                          | 145 | —  | 29 | 16 | 28 |

### Albumy koncertowe
- 2004: Dead Poet Live Album, Strange Famous Records
- 2006: Road Tested (2003–2005), Strange Famous Records

### EP
- 9 kwietnia 2002: Climb Trees, anticon.
- październik 2003: Makeshift Patriot EP, anticon.

### DVD
- 1 maja 2006: Life is Easy, Epitaph Records

### Single
- 2001: Makeshift Patriot, Strange Famous Records / HipHopSite.com Recordings
- 2002: Sage Frenchkiss, Strange Famous Records / Wheatabeat
- 2004: Slow Down Gandhi
- 2004: Sea Lion
- 2005: Dance Monkey, Epitaph Records
- 2007: Got Up This Morning, Epitaph Records
- 2010: Slow Man, ANTI-
- 2010: The Best Of Times, ANTI-

### Mixtape
- 1999: Sick of Waiting...
- 2000: Still Sick... Urine Trouble, Strange Famous Records
- luty 2001: Sick of Waiting Tables, Strange Famous Records
- 30 listopada 2002: The Known Unsoldier "Sick of Waging War", Strange Famous Records
- 2004: Sickly Business, Strange Famous Records
- 2005: Still Sickly Business, Strange Famous Records
- 16 czerwca 2009: Sick of Wasting, Strange Famous Records

### Albumy instrumentalne
- 8 maja 2007: Human the Death Dance Instrumentals, Epitaph Records